# ميكي هيغاشينو
ميكي هيغاشينو (باليابانية: 東野美紀) من مواليد 1 يناير 1968م، وهي عازفة موسيقية لألعاب الفيديو، عملت مع شركة كونامي في عقد 1980م. تركت العمل في كونامي في عام 2001 بسبب الولادة.

## أعمالها
موسيقية
- لايف فورس عام 1986
- ياي آر كونغ فو عام 1985

وغيرها.

## وصلات خارجية
- ميكي هيغاشينو على موقع IMDb (الإنجليزية)
- ميكي هيغاشينو على موقع ميوزك برينز (الإنجليزية)
- ميكي هيغاشينو على موقع ميوزك برينز (الإنجليزية)
- ميكي هيغاشينو على موقع ديسكوغز (الإنجليزية)

- VGMdb - Miki Higashino
- Artist: Miki Higashino - Composer - OverClocked ReMix
- Interview with Miki Higashino at Our Millennial Fair, the Official Website of Yasunori Mitsuda
- Interview with Miki Higashino at Game Music Online
- Albums by Miki Higashino - Rate Your Music